# Mike Flood
Michael John Flood (nascido em 23 de fevereiro de 1975)  é um advogado, empresário e político americano que atua como representante dos EUA 1º distrito congressional de Nebraska desde julho de 2022. Membro do Partido Republicano dos Estados Unidos da América, ele atuou anteriormente por dois mandatos como membro da Assembleia Legislativa de Nebraska pelo 19º distrito, de 2005 a 2013 e de 2021 a 2022. Ele atuou como presidente da legislatura de 2007 a 2013.